# Milena Michiko Flašar
Milena Michiko Flašar, née le 1980 à Sankt Pölten (Basse-Autriche) est une femme de lettres autrichienne d'origine japonaise.

## Biographie
Fille de mère japonaise et de père autrichien, bilingue, elle étudie la littérature comparée, la germanistique et la romanistique à Vienne et Berlin. Elle est établie à Vienne, où elle enseigne l'allemand, comme langue vivante étrangère.
En juin 2012, elle bénéficie d'une résidence et d'une bourse d'études au Colloque Littéraire de Berlin (de).
Après son prix en 2012 pour son roman Ich nannte ihn Krawatte, le texte est adapté pour la scène par Jana Milena Polasek et joué en juin 2013 au théâtre Maxime Gorki de Berlin.
Une adaptation radiophonique en est établie en 2014 par la chaîne NDR.
En avril 2015, le roman obtient le prix Euregio Student Literature, attribué par des étudiants allemands, néerlandais et belges âgés de 15 à 20 ans, pour favoriser les échanges interlinguistiques.
Elle est mariée et mère d'un garçon.

## Œuvres
- Ich bin, Residenz-Verlag, St. Pölten, Salzburg 2008,  (ISBN 978-3-7017-1504-6).
- Okaasan. Meine unbekannte Mutter, Residenz-Verlag, St. Pölten, Salzburg 2010,  (ISBN 978-3-7017-1533-6)
- Ich nannte ihn Krawatte, Klaus Wagenbach Verlag, Berlin 2012,  (ISBN 978-3-8031-3241-3)[1]. traduit et publié en français sous le titre La Cravate en 2013,  (ISBN 978-2-8236-0136-7)
- Herr Katō spielt Familie, Klaus Wagenbach Verlag, Berlin 2018  (ISBN 978-3803132925)
- Oben Erde, unten Himmel. Klaus Wagenbach Verlag, Berlin 2023,  (ISBN 978-3-8031-3353-3)

Elle a également participé à de nombreuses recueils et anthologies.

## Récompenses
- 2012: Prix littéraire Alpha (de) pour Ich nannte ihn Krawatte
- 2015: Euregio-Schüler-Literaturpreis (de) pour Ich nannte ihn Krawatte
- 2018: Prix culturel de Basse-Autriche (de) Littérature [2],[3]